# UFC Fight Night: Dillashaw vs. Cruz
UFC Fight Night: Dillashaw vs. Cruz é um evento de artes marciais mistas promovido pelo Ultimate Fighting Championship, que ocorreu em 17 de janeiro de 2016 no TD Garden em Boston, Massachusetts.

## Background
A luta pelo Cinturão Peso Galo do UFC entre o atual campeão T.J. Dillashaw e o ex-Campeão Peso Galo do WEC e UFC Dominick Cruz é esperada para ser a luta principal.

## Card Oficial
Nota 1 Pelo Cinturão Peso Galo do UFC.

## Bônus da Noite
- Luta da Noite:  Dominick Cruz vs.  T.J. Dillashaw
- Performance da Noite:  Ed Herman e  Luke Sanders